# Riprendimi
Riprendimi es una película italiana de 2008 escrita por Giovanna Mori y Anna Negri, y dirigida por esta última. Se trata de un falso documental de bajo presupuesto filmado en Roma, producido por Francesca Neri y Claudio Amendola a través de su empresa Bess Movie.

## Sinopsis
Giorgio y Eros son dos aspirantes a cineastas que pretenden realizar un documental sobre las dificultades sociales de la era moderna, pero accidentalmente empiezan a rodar la tormentosa de vida de Lucía y Giovanni, una pareja cuya relación se encuentra en crisis. Aunque dista mucho de su proyecto inicial, Giorgio y Eros empiezan a interesarse más y más por la montónona vida de esta pareja, y prácticamente se convierten en los creados de un espectáculo de telerrealidad.

## Reparto
- Alba Rohrwacher: Lucía
- Stefano Fresi: Giorgio
- Marco Foschi: Giovanni
- Valentina Lodovini: Michela
- Alessandro Averone: Eros